# Miracolo a Sant'Anna
Miracolo a Sant'Anna (Miracle at St. Anna) è un film del 2008, diretto da Spike Lee. Il film è tratto dall'omonimo romanzo di James McBride, che ha firmato la sceneggiatura, e narra le vicende di una pattuglia di soldati afroamericani della 92ª Divisione "Buffalo", dispersi nelle colline lucchesi nell'autunno del 1944. Il film tratta principalmente del razzismo diffuso tra le truppe statunitensi, ma anche dell'incontro fra culture diverse e del rapporto "particolare" tra un bambino sopravvissuto all'eccidio di Sant'Anna di Stazzema e un soldato afroamericano dalla ridotte capacità intellettive, unico capace però di penetrare nell'animo sconvolto del bambino superstite.

## Trama
New York, 1983. Hector Negron, un impiegato postale prossimo alla pensione uccide con una pistola tedesca un uomo che si era presentato allo sportello per comprare dei francobolli. Il giovane reporter Tim Boyle, preso in simpatia dal detective Ricci, segue le indagini: presente alla perquisizione della casa dell'omicida, dove trovano una medaglia Purple Heart e una testa di marmo, poi identificata con la Primavera del Ponte Santa Trinita a Firenze. Il detective riesce a parlare con Hector, detenuto nel reparto psichiatrico di un ospedale.
Inizia così un flashback che narra l'esperienza di Hector, membro della 92nd Infantry Division, battaglione formato da persone di colore, lungo la linea gotica nel 1944. Lui e altri tre membri della divisione, il sergente Stamps, il sergente Bishop e il soldato Sam Train, finiscono, dopo un'azione sbagliata del capo del reggimento, un uomo bianco che non si fida dei soldati di colore, oltre le linee nemiche. Nel bosco Train trova un bambino, Angelo, che decide di portare con sé. Angelo non parla se non con Arturo, una figura invisibile che in realtà è lo spirito, generato dal trauma, del fratello morto: Angelo infatti è sopravvissuto all'eccidio di Sant'Anna di Stazzema, nel quale morì tutta la sua famiglia.
Nel frattempo, i tedeschi cercano un disertore e gli statunitensi cercano Stamps e gli altri nella speranza che possano catturare un soldato tedesco per scoprire i piani del nemico.
Stamps e gli altri arrivano in un paesino, dove incontrano una famiglia italiana: Ludovico, il capofamiglia ancora profondamente fascista, la figlia Renata, giovane ragazza tornata nel paese natale da una grande città, e una serie di parenti donna ormai contrarie al fascismo e felici della presenza americana. Dopo essere riusciti a riparare la radio ricevono comunicazione da un superiore di rimanere in territorio nemico per catturare il soldato tedesco. Mentre Negron ha un'idea positiva della loro presenza nell'esercito, una sorta di rivendicazione delle capacità delle persone di colore, Bishop crede che la loro partecipazione alla guerra non cambierà le cose e che, anzi, anche nell'esercito c'è un forte razzismo nei loro confronti. A proposito cita un episodio passato: quando erano ancora in addestramento, il proprietario di una gelateria si era rifiutato di servirli al bancone principale mentre non aveva avuto problemi a servire un gruppo di tedeschi, pronti per essere scambiati per altri prigionieri. Nonostante l'intervento di un ufficiale, gli uomini di colore vennero cacciati dal locale. I soldati di colore tornarono poi al locale e, minacciando con i fucili i proprietari, riuscirono a farsi dare i gelati.
I soldati si fermano nel paese, dove iniziano a stringere un legame con le persone del luogo. Bishop e Stamps iniziano a flirtare entrambi con Renata: il primo in modo spudorato, il secondo in modo più cortese. Stamps, l'unico nel gruppo, riflette sul suo paese e sul razzismo, sentendosi più libero in un paese straniero che a casa sua.
Al paese arriva un gruppo di partigiani, guidato da Peppi, che porta con sé un tedesco disertore. Gli statunitensi vogliono prendere con sé il prigioniero ma i partigiani non vogliono cederlo, per usarlo come fonte di informazioni. Nel vedere uno dei partigiani, Rodolfo, il bambino ricomincia a parlare: dopo aver riconosciuto nel prigioniero il tedesco che lo ha salvato dalla morte dell'eccidio, che gli consiglia ancora una volta di scappare, comunica con un codice segreto a Train di essere in pericolo. Hector, pensando che il pericolo sia causato dal tedesco, gli pone qualche domanda: da dove viene e perché abbia detto di essere in pericolo. Il bambino fa cenno al fuoco, alla chiesa e ai tedeschi, descrivendo l'eccidio, ma i soldati americani non riescono a capirlo, e spiega loro che Rodolfo era presente all'eccidio, anche se i soldati non capiscono neanche questo. Stamps invia Rodolfo a controllare la strada che arriva in paese ma questi, che segretamente aveva tradito i partigiani e causato l'eccidio di Sant'Anna, nasconde loro l'arrivo di un contingente tedesco.
Peppi si confida con la madre dopo che quest’ultima gli riferisce che nessuno nel paese l’ha venduto ai nazisti nonostante la grossa taglia che gli hanno messo sul capo: il partigiano si incolpa dell’eccidio, “causato” secondo lui dalle loro azioni partigiane. La storia di Peppi si interrompe ma la narrazione dell’eccidio continua: il comandante tedesco sgrida Rodolfo, colpevole di aver dato false informazioni in quanto aveva riferito che Peppi sarebbe stato a Sant’Anna, il soldato tedesco che diventerà poi prigioniero cerca di salvare Angelo e suo fratello ma quest’ultimo inizia a correre urlando e sarà ucciso dal comandante. Riuscirà a salvarsi solo Angelo, dopo aver visto in faccia Rodolfo.
Rodolfo, per salvarsi, uccide prima il soldato tedesco poi Peppi, che aveva ucciso suo fratello, (un soldato fascista) per poi scappare. Nel paese arriva l’ufficiale che a inizio film aveva sbagliato mossa e che, profondamente razzista, inizia a insultare i soldati. Dopo aver scoperto della morte del tedesco e ordinando senza successo che Angelo fosse mandato via, se ne va minacciando di sottoporli alla legge marziale. Mentre se ne vanno i tedeschi iniziano l’offensiva: l’unico che si salverà è Hector, protetto dalla radio che porta sulla schiena. Angelo e Hector si salutano, scambiandosi la testa e un rosario che Hector aveva molto caro. Il soldato verrà aiutato da un ufficiale tedesco che gli darà la propria pistola con la quale ucciderà l’uomo delle poste che si scopre essere Rodolfo. Infine viene salvato da altri soldati americani e portato a casa.
La fine della narrazione coincide con la scena del processo: Hector non ha raccontato nulla al giornalista. All’improvviso arriva a difendere Hector una avvocata molto brava e costosa che, promettendo al giudice una promozione, fa fissare la cauzione a due milioni di dollari che vengono pagati in contanti da una persona anonima.
Hector, libero, viene portato alle Bahamas e lì scopre che chi lo ha salvato è diventato ricco grazie alla produzione di dispositivi di sicurezza: quando lo raggiungerà sulla spiaggia scopre che non solo ha recuperato la testa della Primavera ma porta al collo il rosario che aveva regalato al bambino tanti anni prima. Si scopre che il miliardario è proprio Angelo e i due condividono un intenso momento di commozione.

## Produzione

### Regia
Spike Lee ha definito il film «il mio tentativo di rinnovare il genere del cinema di guerra. È una storia epica, per uso di mezzi e di persone è la più impegnativa della mia carriera, più di Malcolm X. È anche il film della maturità, dieci anni fa non avrei potuto farlo, non ero pronto». Inoltre ha affermato che il film fa riferimento al neorealismo italiano, e omaggia Ladri di biciclette, Paisà e Roma città aperta.
Fred Kudjo Kuwornu, che ha fatto l'assistente a Spike Lee nella realizzazione del film, ha poi deciso di raccontare la storia di questi soldati in Inside Buffalo.

### Cast
Per il ruolo del sergente Stamps si era pensato inizialmente a Wesley Snipes, che ha dovuto però rinunciare per alcuni problemi con il fisco. Il suo ruolo è stato così interpretato da Derek Luke.

### Riprese
Le riprese del film sono iniziate il 15 ottobre 2007 e sono durate undici settimane. Il budget ammontava a quarantacinque milioni di dollari. Lee non ha trovato il denaro necessario a finanziare il film negli Stati Uniti, bensì in Italia, grazie ai produttori Luigi Musini e Roberto Cicutto. Il film è stato girato nel paese di Colognora di Pescaglia, oltre che in Sant'Anna di Stazzema, New York, Gioviano e Roma.

## Distribuzione
Il film è uscito nei cinema statunitensi il 26 settembre 2008, mentre in Italia è uscito il 3 ottobre.

## Accoglienza

### Incassi
Il film si è rivelato un flop, incassando negli Stati Uniti la cifra complessiva di 7919117 $, mentre in tutto il mondo ha incassato complessivamente nove milioni di dollari, risultando così il terzo flop del 2008.

## Polemiche
All'inizio delle riprese il film è stato accusato dall'ANPI di revisionismo, poiché la strage di Sant'Anna di Stazzema fu un atto premeditato di sterminio contro la popolazione civile e non una rappresaglia, come lascia intendere il film. Spike Lee si è difeso dichiarando: «La nostra storia prende solo spunto dai fatti realmente accaduti. McBride, per scrivere la storia, si è avvalso di alcuni consulenti storici, ma ha scritto un romanzo che contiene anche molti elementi di fantasia».
L'ANPI alla fine ha rilasciato un comunicato in cui sottolinea la presenza di elementi di fantasia nel libro e dichiara che non spetta all'associazione esprimere un giudizio in merito. Nel comunicato viene in particolare affermato che: «Il dato storico accertato, anche da sentenze del Tribunale Militare, è che il massacro di Sant'Anna di Stazzema fu esclusivamente dovuto a precise condotte e responsabilità dell'occupante nazista e di ciò viene dato atto nei titoli del film. La memoria delle persone e degli eventi che hanno consentito all'Italia di divenire un paese democratico è patrimonio di tutti gli italiani: ogni contributo al perpetuarsi del ricordo è utile e necessario.»
Il Presidente della Repubblica Italiana, Giorgio Napolitano, dopo aver assistito alla proiezione della pellicola, ha dichiarato come questa sia un omaggio alla Resistenza, smorzando così le polemiche.